# Comps (Drôme)
Comps – miejscowość i gmina we Francji, w regionie Owernia-Rodan-Alpy, w departamencie Drôme.
Według danych na rok 1990 gminę zamieszkiwało 137 osób, a gęstość zaludnienia wynosiła 12 osób/km² (wśród 2880 gmin regionu Rodan-Alpy Comps plasuje się na 1484. miejscu pod względem liczby ludności, natomiast pod względem powierzchni na miejscu 1018.).